# إسماعيل محمد سعيد
إسماعيل محمد سعيد (بالملايوية: Ismail Mohamed Said)‏ هو سياسي ماليزي، ولد في 7 سبتمبر 1965 بفهغ في ماليزيا. حزبياً، نشط في المنظمة الوطنية الملاوية المتحدة. وقد انتخب عضو ديوان الرعية ‏ عن دائرة Kuala Krau ‏ وقد انضم خلال فترته النيابية ‏  للكتلة البرلمانية باريسان ناسيونال.